# JEF United Ichihara 1993
Questa voce raccoglie le informazioni riguardanti il JEF United Ichihara nelle competizioni ufficiali della stagione 1993.

## Stagione
Dopo la sconfitta nel match che segnò l'esordio della squadra in J. League, il JEF United inanellò una serie di risultati utili consecutivi (tra cui la vittoria con il Verdy Kawasaki del 19 maggio, divenuta la prima in assoluto della squadra nel campionato) che lo porteranno a condurre la classifica in solitaria per una settimana. Dopo aver perso al golden goal il big-match del 2 giugno contro il Kashima Antlers la squadra lasciò gradualmente la presa sulle posizioni di alta classifica, concludendo la Suntory Series al quinto posto. Nella NICOS Series il JEF United, rafforzato in attacco dall'arrivo di Frank Ordenewitz, iniziò nello stesso modo della fase precedente, prendendo il comando della classifica dopo tre giornate, ma di lì in poi vincerà solamente due gare concludendo tra le ultime. Contemporaneamente la squadra subì l'eliminazione al primo turno della Coppa Yamazaki Nabisco, avvenuta dopo aver offerto prestazioni alterne nel corso del girone iniziale mentre, al termine della stagione, il JEF United uscì ai quarti di finale di Coppa dell'Imperatore perdendo ai tempi supplementari l'incontro con lo Shimizu S-Pulse.

## Maglie e sponsor
Le divise impiegate per il campionato sono prodotte dalla Mizuno, mentre per le altre competizione dalla Asics. Sulla parte anteriore della maglia vi è lo sponsor SEGA, accompagnato dal numero del giocatore di colore rosso e da un motivo verde sulla parte sinistra. Sulla manica vi è il logo della Pentel e sulla parte superiore del posteriore vi è lo sponsor JR-East Furukawa.
| Manica sinistra · Maglietta · Maglietta · Manica destra · Pantaloncini · Calzettoni | Manica sinistra · Maglietta · Maglietta · Manica destra · Pantaloncini · Calzettoni |  |

## Rosa
| N. |                     | Ruolo | Calciatore        |
| -- | ------------------- | ----- | ----------------- |
|    | Giappone (bandiera) | P     | Masahiro Ota      |
|    | Giappone (bandiera) | P     | Tomonori Tateishi |
|    | Giappone (bandiera) | P     | Akio Sano         |
|    | Giappone (bandiera) | P     | Yoshio Katō       |
|    | Giappone (bandiera) | P     | Kenichi Shimokawa |
|    | Giappone (bandiera) | D     | Kazuya Igarashi   |
|    | Giappone (bandiera) | D     | Michel Miyazawa   |
|    | Giappone (bandiera) | D     | Tadashi Koya      |
|    | Giappone (bandiera) | D     | Hiroshi Miyazawa  |
|    | Giappone (bandiera) | D     | Hidetatsu Sato    |
|    | Giappone (bandiera) | D     | Jun Mizuno        |
|    | Giappone (bandiera) | D     | Teppei Isaka      |
|    | Giappone (bandiera) | D     | Eisuke Nakanishi  |
|    | Giappone (bandiera) | D     | Masanaga Kageyama |
|    | Giappone (bandiera) | D     | Mikio Manaka      |
|    | Giappone (bandiera) | D     | Yūji Sakakura     |
|    | Giappone (bandiera) | D     | Naoki Honmachi    |
|    | Giappone (bandiera) | D     | Masanori Kizawa   |
|    | Brasile (bandiera)  | D     | Sandro            |
|    | Giappone (bandiera) | C     | Kazuyuki Kyōya    |
|    | Giappone (bandiera) | C     | Masanao Sasaki    |

| N. |                           | Ruolo | Calciatore           |
| -- | ------------------------- | ----- | -------------------- |
|    | Cecoslovacchia (bandiera) | C     | František Mysliveček |
|    | Giappone (bandiera)       | C     | Hideyuki Sudo        |
|    | Giappone (bandiera)       | C     | Shigeyuki Sato       |
|    | Germania (bandiera)       | C     | Pierre Littbarski    |
|    | Giappone (bandiera)       | C     | Masaaki Kanno        |
|    | Giappone (bandiera)       | C     | Yoshikazu Gotō       |
|    | Giappone (bandiera)       | C     | Toru Yoshida         |
|    | Giappone (bandiera)       | C     | Kazuo Echigo         |
|    | Giappone (bandiera)       | C     | Shinichi Muto        |
|    | Giappone (bandiera)       | C     | Atsuhiko Ejiri       |
|    | Giappone (bandiera)       | A     | Keiji Kageyama       |
|    | Cecoslovacchia (bandiera) | A     | Pavel Řehák          |
|    | Giappone (bandiera)       | A     | Keisuke Makino       |
|    | Giappone (bandiera)       | A     | Kei Hirata           |
|    | Giappone (bandiera)       | A     | Munetada Hosaka      |
|    | Germania (bandiera)       | A     | Frank Ordenewitz     |
|    | Giappone (bandiera)       | A     | Hiroyuki Maeda       |
|    | Giappone (bandiera)       | A     | Kinya Takehara       |
|    | Corea del Nord (bandiera) | A     | Shin Je-Bon          |
|    | Giappone (bandiera)       | A     | Yasuhiko Niimura     |

## Calciomercato

### Precampionato
| Acquisti | Acquisti          | Acquisti            | Acquisti |
| R.       | Nome              | da                  | Modalità |
| -------- | ----------------- | ------------------- | -------- |
| P        | Masahiro Ota      | Doshisha University |          |
| P        | Tomonori Tateishi |                     |          |
| D        | Tadashi Koya      | Aoyama Gakuin Dai.  |          |
| D        | Hiroshi Miyazawa  | Chūō Daigaku        |          |
| D        | Hidetatsu Sato    |                     |          |
| D        | Jun Mizuno        |                     |          |
| D        | Teppei Isaka      |                     |          |
| C        | Hideyuki Sudo     |                     |          |
| C        | Shigeyuki Sato    |                     |          |
| C        | Pierre Littbarski | Colonia             |          |
| A        | Yasuhiko Niimura  | Kokushikan Daigaku  |          |
| A        | Shin Che-Bon      |                     |          |
| A        | Hiroyuki Maeda    |                     |          |
| A        | Kinya Takehara    |                     |          |

| Cessioni | Cessioni         | Cessioni       | Cessioni |
| R.       | Nome             | a              | Modalità |
| -------- | ---------------- | -------------- | -------- |
| D        | Kenji Yamamoto   | NTT Kanto      |          |
| D        | Hiroki Shibuya   |                |          |
| D        | Masayuki Miura   | PJM Futures    |          |
| C        | Martin Hřídel    | Slovan Liberec |          |
| C        | Saburo Iwamoto   |                |          |
| C        | Yuji Iwasaki     |                |          |
| A        | Satoru Kokubo    |                |          |
| A        | Yūsuke Minoguchi | PJM Futures    |          |

### Durante la stagione
| Acquisti | Acquisti         | Acquisti | Acquisti |
| R.       | Nome             | da       | Modalità |
| -------- | ---------------- | -------- | -------- |
| A        | Frank Ordenewitz | Colonia  |          |

## Risultati

### J. League

#### Suntory Series
| Hiroshima 16 maggio 1993 | Sanfrecce | 2 – 1 | JEF United | Hiroshima Big Arch |

| Tokyo 19 maggio 1993 | JEF United | 2 – 1 | Verdy Kawasaki | National Stadium |

| Osaka 22 maggio 1993 | Gamba Osaka | 0 – 3 | JEF United | Osaka Expo '70 Stadium |

| Tokyo 26 maggio 1993 | JEF United | 1 – 0 | Urawa Reds | National Stadium |

| Yokohama 29 maggio 1993 | Yokohama Marinos | 0 – 5 | JEF United | Mitsuzawa Stadium |

| Kashima 2 giugno 1993 | Kashima Antlers | 2 – 1 (d.t.s.) | JEF United | Kashima Soccer Stadium |

| Ichihara 5 giugno 1993 | JEF United | 1 – 2 (d.t.s.) | Shimizu S-Pulse | Ichihara Seaside Stadium |

| Yokohama 9 giugno 1993 | Yokohama Flügels | 1 – 0 | JEF United | Mitsuzawa Stadium |

| Sapporo 12 giugno 1993 | JEF United | 3 – 1 | Nagoya Grampus E. | Sapporo Atsubetsu Park Stadium |

| Kawasaki 16 giugno 1993 | Verdy Kawasaki | 1 – 0 | JEF United | Todoroki Athletics Stadium |

| Ichihara 19 giugno 1993 | JEF United | 1 – 0 | Sanfrecce | Ichihara Seaside Stadium |

| Saitama 23 giugno 1993 | Urawa Reds | 2 – 3 | JEF United | Urawa Komaba Stadium |

| Ichihara 26 giugno 1993 | JEF United | 1 – 3 | Yokohama Marinos | Ichihara Seaside Stadium |

| Utsunomiya 30 giugno 1993 | JEF United | 0 – 2 | Kashima Antlers | Tochigi Green Stadium |

| Shizuoka 3 luglio 1993 | Shimizu S-Pulse | 4 – 1 | JEF United | Nihondaira Sport Stadium |

| Ichihara 7 luglio 1993 | JEF United | 1 – 0 (d.t.s.) | Yokohama Flügels | Ichihara Seaside Stadium |

| Gifu 10 luglio 1993 | Nagoya Grampus E. | 0 – 1 | JEF United | Gifu Naragawa Stadium |

| Ichihara 14 luglio 1993 | JEF United | 0 – 1 | Gamba Osaka | Ichihara Seaside Stadium |

#### NICOS Series
| Ichihara 24 luglio 1993 | JEF United | 1 – 0 | Shimizu S-Pulse | Ichihara Seaside Stadium |

| Yokohama 31 luglio 1993 | Yokohama Flügels | 2 – 3 | JEF United | Mitsuzawa Stadium |

| Ichihara 4 agosto 1993 | JEF United | 5 – 2 | Nagoya Grampus E. | Ichihara Seaside Stadium |

| Sapporo 7 agosto 1993 | Verdy Kawasaki | 2 – 1 | JEF United | Sapporo Atsubetsu Park Stadium |

| Saitama 14 agosto 1993 | Urawa Reds | 2 – 3 | JEF United | Urawa Komaba Stadium |

| Osaka 20 agosto 1993 | Gamba Osaka | 2 – 0 | JEF United | Osaka Expo '70 Stadium |

| Utsunomiya 25 agosto 1993                    | JEF United           | 2 – 2 (d.t.s.) | Yokohama Marinos | Tochigi Green Stadium |
| \| \| \| \| \| \| Tiri di rigore 2 – 4 \| \| |                      |                |                  |                       |
|                                              |                      |                |                  |                       |
|                                              | Tiri di rigore 2 – 4 |                |                  |                       |

| Ichihara 28 agosto 1993 | JEF United | 1 – 3 | Sanfrecce | Ichihara Seaside Stadium |

| Ichihara 3 settembre 1993 | JEF United | 1 – 2 (d.t.s.) | Kashima Antlers | Ichihara Seaside Stadium |

| Tokyo 6 novembre 1993 | JEF United | 1 – 2 (d.t.s.) | Yokohama Flügels | National Stadium |

| Shizuoka 10 novembre 1993                    | JEF United           | 1 – 1 (d.t.s.) | Shimizu S-Pulse | Kusanagi Athletic Stadium |
| \| \| \| \| \| \| Tiri di rigore 3 – 4 \| \| |                      |                |                 |                           |
|                                              |                      |                |                 |                           |
|                                              | Tiri di rigore 3 – 4 |                |                 |                           |

| Sendai 13 novembre 1993 | JEF United | 1 – 4 | Verdy Kawasaki | Miyagi Athletic Stadium |

| Tokyo 17 novembre 1993 | JEF United | 2 – 3 (d.t.s.) | Urawa Reds | National Stadium |

| Ichihara 20 novembre 1993 | JEF United | 3 – 4 (d.t.s.) | Gamba Osaka | Ichihara Seaside Stadium |

| Fukuoka 27 novembre 1993 | Yokohama Marinos | 2 – 0 | JEF United | Hakatanomori Athletic Stadium |

| Hiroshima 1º dicembre 1993 | Sanfrecce | 2 – 0 | JEF United | Hiroshima Big Arch |

| Kashima 8 dicembre 1993 | Kashima Antlers | 3 – 0 | JEF United | Kashima Soccer Stadium |

| Nagoya 15 dicembre 1993 | Nagoya Grampus E. | 6 – 0 | JEF United | Mizuho Rugby Stadium |

### Coppa dell'Imperatore
| Saitama 5 dicembre 1993 | JEF United | 3 – 0 | Osaka Univ. Commerce | NACK5 Stadium Omiya |

| Chiba 11 dicembre 1993 | JEF United | 2 – 0 | Toshiba | Chiba Sports Center Stadium |

| Ehime 19 dicembre 1993 | JEF United | 1 – 2 (d.t.s.) | Shimizu S-Pulse | Ehime Matsuyama Athletic Stadium |

### Coppa Yamazaki Nabisco
| Hiratsuka 11 settembre 1993 | Shonan Bellmare | 2 – 1 | JEF United | Hiratsuka Athletics Stadium |

| Niigata 15 settembre 1993 | JEF United | 5 – 0 | Verdy Kawasaki | Niigata City Athletic Stadium |

| Kashima 18 settembre 1993 | Kashima Antlers | 1 – 0 | JEF United | Kashima Soccer Stadium |

| Ichihara 1º ottobre 1993 | JEF United | 3 – 4 | Gamba Osaka | Ichihara Seaside Stadium |

| Hiroshima 9 ottobre 1993 | Sanfrecce | 0 – 1 | JEF United | Hiroshima Big Arch |

| Ichihara 16 ottobre 1993 | JEF United | 0 – 1 | Kashiwa Reysol | Ichihara Seaside Stadium |

## Statistiche

### Statistiche di squadra
| Competizione           | Punti | Totale | Totale | Totale | Totale | Totale | DR  |
| Competizione           | Punti | G      | V      | P      | Gf     | Gs     | DR  |
| ---------------------- | ----- | ------ | ------ | ------ | ------ | ------ | --- |
| J. League              | -     | 36     | 14     | 22     | 51     | 67     | -16 |
| Coppa Yamazaki Nabisco | -     | 6      | 2      | 4      | 10     | 8      | +2  |
| Coppa dell'Imperatore  | -     | 3      | 2      | 1      | 6      | 2      | +4  |
| Totale                 | -     | 51     | 18     | 27     | 67     | 77     | -10 |

### Statistiche dei giocatori
| Giocatore     | J. League | J. League | J. League   | J. League  | Coppa dell'Imperatore | Coppa dell'Imperatore | Coppa dell'Imperatore | Coppa dell'Imperatore | Nabisco Cup | Nabisco Cup | Nabisco Cup | Nabisco Cup | Totale   | Totale | Totale      | Totale     |
| Giocatore     | Presenze  | Reti      | Ammonizioni | Espulsioni | Presenze              | Reti                  | Ammonizioni           | Espulsioni            | Presenze    | Reti        | Ammonizioni | Espulsioni  | Presenze | Reti   | Ammonizioni | Espulsioni |
| ------------- | --------- | --------- | ----------- | ---------- | --------------------- | --------------------- | --------------------- | --------------------- | ----------- | ----------- | ----------- | ----------- | -------- | ------ | ----------- | ---------- |
| K. Echigo     | 7         | 0         | 0           | 0          | 0                     | 0                     | 0                     | 0                     | 1           | 0           | 0           | 0           | 8        | 0      | 0           | 0          |
| A. Ejiri      | 36        | 4         | 0           | 0          | 3                     | 1                     | 0                     | 0                     | 3           | 1           | 0           | 0           | 42       | 6      | 0           | 0          |
| Y. Goto       | 19        | 2         | 0           | 0          | 3                     | 0                     | 0                     | 0                     | 4           | 0           | 0           | 0           | 26       | 2      | 0           | 0          |
| M. Kanno      | 2         | 0         | 0           | 0          | 0                     | 0                     | 0                     | 0                     | 1           | 0           | 0           | 0           | 3        | 0      | 0           | 0          |
| M. Kageyama   | 29        | 1         | 0           | 0          | 3                     | 0                     | 0                     | 0                     | 6           | 0           | 0           | 0           | 38       | 1      | 0           | 0          |
| Y. Kato       | 18        | 0         | 0           | 0          | 0                     | 0                     | 0                     | 0                     | 3           | 0           | 0           | 0           | 21       | 0      | 0           | 0          |
| M. Kizawa     | 10        | 0         | 0           | 0          | 2                     | 0                     | 0                     | 0                     | 0           | 0           | 0           | 0           | 12       | 0      | 0           | 0          |
| T. Koya       | 3         | 0         | 0           | 0          | 1                     | 0                     | 0                     | 0                     | 2           | 0           | 0           | 0           | 6        | 0      | 0           | 0          |
| P. Littbarski | 35        | 9         | 0           | 0          | 3                     | 2                     | 0                     | 0                     | 6           | 0           | 0           | 0           | 44       | 11     | 0           | 0          |
| K. Makino     | 10        | 2         | 0           | 0          | 0                     | 0                     | 0                     | 0                     | 1           | 0           | 0           | 0           | 11       | 2      | 0           | 0          |
| M. Manaka     | 6         | 0         | 0           | 0          | 1                     | 0                     | 0                     | 0                     | 1           | 0           | 0           | 0           | 8        | 0      | 0           | 0          |
| H. Miyazawa   | 13        | 0         | 0           | 0          | 3                     | 0                     | 0                     | 0                     | 6           | 0           | 0           | 0           | 22       | 0      | 0           | 0          |
| M. Miyazawa   | 19        | 0         | 0           | 0          | 0                     | 0                     | 0                     | 0                     | 4           | 0           | 0           | 0           | 23       | 0      | 0           | 0          |
| F. Mysliveček | 14        | 1         | 0           | 0          | 0                     | 0                     | 0                     | 0                     | 0           | 0           | 0           | 0           | 14       | 1      | 0           | 0          |
| E. Narahashi  | 32        | 2         | 0           | 0          | 1                     | 0                     | 0                     | 0                     | 6           | 3           | 0           | 0           | 39       | 5      | 0           | 0          |
| Y. Niimura    | 25        | 2         | 0           | 0          | 2                     | 0                     | 0                     | 0                     | 4           | 0           | 0           | 0           | 31       | 2      | 0           | 0          |
| F. Ordenewitz | 15        | 7         | 0           | 0          | 3                     | 0                     | 0                     | 0                     | 6           | 3           | 0           | 0           | 24       | 10     | 0           | 0          |
| M. Ota        | 5         | 0         | 0           | 0          | 0                     | 0                     | 0                     | 0                     | 3           | 0           | 0           | 0           | 8        | 0      | 0           | 0          |
| P. Řehák      | 31        | 16        | 0           | 0          | 3                     | 3                     | 0                     | 0                     | 5           | 3           | 0           | 0           | 39       | 22     | 0           | 0          |
| Y. Sakakura   | 25        | 0         | 0           | 0          | 0                     | 0                     | 0                     | 0                     | 0           | 0           | 0           | 0           | 25       | 0      | 0           | 0          |
| Sandro        | 4         | 0         | 0           | 0          | 0                     | 0                     | 0                     | 0                     | 0           | 0           | 0           | 0           | 4        | 0      | 0           | 0          |
| M. Sasaki     | 18        | 1         | 0           | 0          | 0                     | 0                     | 0                     | 0                     | 0           | 0           | 0           | 0           | 18       | 1      | 0           | 0          |
| K. Shimokawa  | 14        | 0         | 0           | 0          | 3                     | 0                     | 0                     | 0                     | 0           | 0           | 0           | 0           | 17       | 0      | 0           | 0          |
| Shin Je-Bon   | 7         | 0         | 0           | 0          | 1                     | 0                     | 0                     | 0                     | 0           | 0           | 0           | 0           | 8        | 0      | 0           | 0          |
| T. Yoshida    | 26        | 0         | 0           | 0          | 2                     | 0                     | 0                     | 0                     | 5           | 0           | 0           | 0           | 33       | 0      | 0           | 0          |